# ۸تینگ
۸تینگ (انگلیسی: 8ing) شرکت بازی ویدئویی ژاپنی است، که در سال ۱۹۹۳ تأسیس شد.